# Neutrinoobservatorium
Neutrinoobservatorien (auch als Neutrinoteleskope, Neutrinodetektoren oder – etwas zu allgemein – Neutrino-Experimente bezeichnet) sind Teilchendetektoren speziell für den Nachweis und die Messung von Neutrinos aus weit entfernten Quellen. Als weit entfernt werden hier 100 Meter oder mehr angesehen. 
Weil Neutrinoreaktionen sehr kleine Wirkungsquerschnitte haben, reagieren Neutrinos mit normaler Materie nur sehr selten. Neutrinodetektoren müssen deshalb sehr groß sein und meist jahrelang Daten sammeln, um statistisch signifikante Messergebnisse zu erreichen.
An der Erdoberfläche werden die seltenen Neutrinoereignisse durch die viel häufigeren Signale von Myonen der sekundären kosmischen Strahlung verdeckt. Deshalb werden die Neutrinodetektoren in großen Meerestiefen, unter Bergen oder in nicht mehr genutzten Bergwerken errichtet.
Nach dem Entstehungsort der beobachteten Neutrinos kann unterschieden werden zwischen
- kosmischen Neutrinos (Weltall)
- solaren Neutrinos (Sonne)
- atmosphärischen Neutrinos (Erdatmosphäre)
- Geoneutrinos (Erdinneres)
- Reaktorneutrinos (Kernreaktoren)
- Neutrinos aus Beschleunigerexperimenten

## Wichtige Neutrinoobservatorien
Einige wichtige Neutrinoobservatorien sind in der folgenden Tabelle aufgeführt.
| Neutrino-Experimente                                      | Neutrino-Experimente | Neutrino-Experimente       | Neutrino-Experimente                   | Neutrino-Experimente                                      | Neutrino-Experimente | Neutrino-Experimente                         | Neutrino-Experimente |
| Observatorium                                             | Sensitivität | Detektortyp                | Detektormaterial                       | Reaktionstyp                                              | Reaktion | Schwellenenergie                             |                      |
| --------------------------------------------------------- | --- | -------------------------- | -------------------------------------- | --------------------------------------------------------- | --- | -------------------------------------------- | -------------------- |
| ANTARES, Mittelmeer, Frankreich                           | kosmische {\displaystyle \nu _{\mu }} | Tscherenkow                | H2O                                    | geladener Strom                                           | {\displaystyle \nu _{\mu }} + N → {\displaystyle \mu }− + X {\displaystyle {\overline {\nu }}_{\mu }} + N → {\displaystyle \mu }+ + X Myonen                           | > 10 GeV                                     |                      |
| Borexino, Gran Sasso, Italien                             | niederenergetische solare {\displaystyle \nu _{e}} | Szintillator               | H2O C6H3(CH3)3 C15H11NO                | elastische Streuung                                       | {\displaystyle \nu _{x}} + e− → {\displaystyle \nu _{x}} + e− | 250–665 keV                                  |                      |
| CLEAN                                                     | niederenergetische solare {\displaystyle \nu _{e}}, sowie {\displaystyle \nu _{e}} aus Supernovae und Pulsaren                                                                                                  | Szintillator               | flüssiges Neon                         | elastische Streuung                                       | {\displaystyle \nu _{x}} + e− → {\displaystyle \nu _{x}} + e− {\displaystyle \nu _{e}} + 20Ne → {\displaystyle \nu _{e}} + 20Ne                                        | ?                                            |                      |
| Daya Bay, Daya Bay, China                                 | Reaktorneutrinos | Szintillator               | organischer Gd-Komplex                 | geladener Strom (inverser Betazerfall)                    | {\displaystyle {\overline {\nu }}_{e}}+ p+→n + e+ | 1,8 MeV                                      |                      |
| Double Chooz, Chooz                                       | Reaktorneutrinos | Szintillator               | organischer Gd-Komplex                 | geladener Strom (inverser Betazerfall)                    | {\displaystyle {\overline {\nu }}_{e}}+ p+→n + e+ | 1,8 MeV                                      |                      |
| DUNE, Sanford Underground Research Facility, USA (im Bau) | Beschleunigerneutrinos vom Fermilab, kosmische Neutrinos | TPC und Szintillator       | flüssiges Argon (40 kt)                |                                                           | |                                              |                      |
| FASER, LHC, Genf, Schweiz                                 | LHC Neutrinos: {\displaystyle \nu _{e}}, {\displaystyle \nu _{\mu }}, {\displaystyle \nu _{\tau }} | Emulsion und Elektronisch  | Wolfram                                | geladener und neutraler Strom                             | {\displaystyle \nu _{\ell }} + N → {\displaystyle \ell } + X | > 10 GeV                                     |                      |
| GALLEX, Gran Sasso, Italien                               | solare {\displaystyle \nu _{e}} | radiochemisch              | GaCl3 (30 t Ga)                        | geladener Strom                                           | {\displaystyle \nu _{e}}+71Ga → 71Ge+e− | 233,2 keV                                    |                      |
| GNO, Gran Sasso, Italien                                  | niederenergetische solare {\displaystyle \nu _{e}} | radiochemisch              | GaCl3 (30 t Ga)                        | geladener Strom                                           | {\displaystyle \nu _{e}}+71Ga → 71Ge+e− | 233,2 keV                                    |                      |
| Homestake–Chlorine, Homestake-Mine, USA                   | solare {\displaystyle \nu _{e}} | radiochemisch              | C2Cl4 (615 t)                          | geladener Strom                                           | 37Cl+{\displaystyle \nu _{e}} → 37Ar*+e− 37Ar* → 37Cl + e+ + {\displaystyle \nu _{e}}                                                                                  | 814 keV                                      |                      |
| Homestake–Iodine, Homestake-Mine, USA                     | solare {\displaystyle \nu _{e}} | radiochemisch              | NaI                                    | elastische Streuung, geladener Strom                      | {\displaystyle \nu _{e}} + e− → {\displaystyle \nu _{e}} + e− {\displaystyle \nu _{e}} + 127I → 127Xe + e−                                                             | 789 keV                                      |                      |
| ICARUS, Gran Sasso, Italien                               | solare und atmosphärische Neutrinos, sowie {\displaystyle \nu _{e}}, {\displaystyle \nu _{\mu }}, {\displaystyle \nu _{\tau }} von CERN                                                                         | Tscherenkow                | flüssiges Argon                        | elastische Streuung                                       | {\displaystyle \nu _{e}} + e− → {\displaystyle \nu _{e}} + e− | 5,9 MeV                                      |                      |
| IceCube, Südpol                                           | atmosphärische und kosmische {\displaystyle \nu _{e}}, {\displaystyle \nu _{\mu }}, {\displaystyle \nu _{\tau }}, eventuell weitere                                                                             | Tscherenkow                | 1 km³ H2O (Eis)                        | geladener Strom                                           | {\displaystyle \nu _{x}} + N → x + X hauptsächlich Myonen | > 200 GeV; ≈ 10 GeV mit DeepCore-Erweiterung |                      |
| INO, Ino Peak, Indien                                     | atmosphärische Neutrinos | Widerstands- plattenkammer | Glas                                   | elastische Streuung, geladener Strom                      | {\displaystyle \nu _{e}} + e− → {\displaystyle \nu _{e}} + e− {\displaystyle \nu _{e}} + no → e− + p+ {\displaystyle \nu _{e}} + p+ → e+ + no                          | ?                                            |                      |
| Jiangmen Underground Neutrino Observatory (JUNO), China   | Reaktorneutrinos und andere | Szintillator               | organisch                              |                                                           | |                                              |                      |
| Kamiokande, Kamioka, Japan                                | solare und atmosphärische {\displaystyle \nu _{e}} | Tscherenkow                | 3.000 t H2O                            | elastische Streuung                                       | {\displaystyle \nu _{e}} + e− → {\displaystyle \nu _{e}} + e− | 7,5 MeV                                      |                      |
| KamLAND, Kamioka, Japan                                   | Reaktorneutrinos, Geoneutrinos {\displaystyle {\bar {\nu }}_{e}} | Szintillator               |                                        |                                                           | {\displaystyle {\bar {\nu }}_{e}+p\to e^{+}+n} | 1,8 MeV                                      |                      |
| KM3NeT-ARCA, Sizilien                                     | kosmische | Tscherenkow                | H2O                                    |                                                           | | TeV-PeV                                      |                      |
| KM3NeT-ORCA, Frankreich                                   | atmosphärische | Tscherenkow                | H2O                                    |                                                           | | GeV                                          |                      |
| LENS, Gran Sasso, Italien                                 | niederenergetische solare {\displaystyle \nu _{e}} | Szintillator               | In(MVA)x                               | geladener Strom                                           | {\displaystyle \nu _{e}} + 115In → 115Sn+e−+2γ | 120 keV                                      |                      |
| MOON, Washington, USA                                     | niederenergetische solare {\displaystyle \nu _{e}} und niederenergetische Supernova-{\displaystyle \nu _{e}} | Szintillator               | 100Mo (1 t) + MoF6 (gasförmig)         | geladener Strom                                           | {\displaystyle \nu _{e}}+100Mo → 100Tc+e− | 168 keV                                      |                      |
| OPERA, Gran Sasso, Italien                                | {\displaystyle \nu _{e}}, {\displaystyle \nu _{\mu }}, {\displaystyle \nu _{\tau }} von CERN | Hybrid                     | 2000 t Pb/Emulsion + Myon-Spektrometer | geladener Strom                                           | {\displaystyle \nu _{\tau }} + N → {\displaystyle \tau } +X | 4,5 GeV                                      |                      |
| RENO, Yeonggwang, Südkorea                                | Reaktorneutrinos | Szintillator               | organischer Gd-Komplex                 | geladener Strom (inverser Betazerfall)                    | {\displaystyle {\overline {\nu }}_{e}}+ p+→n + e+ | 1,8 MeV                                      |                      |
| RNO-G, Summit Station, Grönland                           | hochenergetische kosmische Neutrinos | Radiowellen-Antennen       |                                        | geladene Folgeteilchen aus inelastischem Stoss mit Atomen | |                                              |                      |
| SAGE, Baksan, Russland                                    | niederenergetische solare {\displaystyle \nu _{e}} | radiochemisch              | GaCl3                                  | geladener Strom                                           | {\displaystyle \nu _{e}}+71Ga → 71Ge+e− | 233,2 keV                                    |                      |
| SNO, Sudbury-Mine, Kanada                                 | solare und atmosphärische {\displaystyle \nu _{e}}, {\displaystyle \nu _{\mu }}, {\displaystyle \nu _{\tau }}                                                                                                   | Tscherenkow                | 1000 t D2O                             | geladener Strom, neutraler Strom, elastische Streuung     | {\displaystyle \nu _{e}} + 21D →p++p++e− {\displaystyle \nu _{x}} + 21D → {\displaystyle \nu _{x}}+no+p+ {\displaystyle \nu _{e}} + e− → {\displaystyle \nu _{e}} + e− | 6,75 MeV                                     |                      |
| Super-Kamiokande, Kamioka, Japan                          | solare und atmosphärische {\displaystyle \nu _{e}}, {\displaystyle \nu _{\mu }}, {\displaystyle \nu _{\tau }} sowie {\displaystyle \nu _{e}}, {\displaystyle \nu _{\mu }}, {\displaystyle \nu _{\tau }} von KEK | Tscherenkow                | 32.000 t H2O                           | elastische Streuung, geladener Strom                      | {\displaystyle \nu _{e}} + e− → {\displaystyle \nu _{e}} + e− {\displaystyle \nu _{e}} + no → e− + p+ {\displaystyle \nu _{e}} + p+ → e+ + no                          | ?                                            |                      |
| UNO, Henderson-Mine, USA                                  | solare, atmosphärische und Reaktorneutrinos | Tscherenkow                | 440.000 t H2O                          | elastische Streuung                                       | {\displaystyle \nu _{e}} + e− → {\displaystyle \nu _{e}} + e− | ?                                            |                      |